# تری‌فولین
تری‌فولین (به انگلیسی: Trifolin) با فرمول شیمیایی C۲۱H۲۰O۱۱ یک ترکیب شیمیایی با شناسه پاب‌کم ۵۲۸۲۱۴۹ است. که جرم مولی آن ۴۴۸٫۳۷ g/mol می‌باشد. 